# Magnus Huss

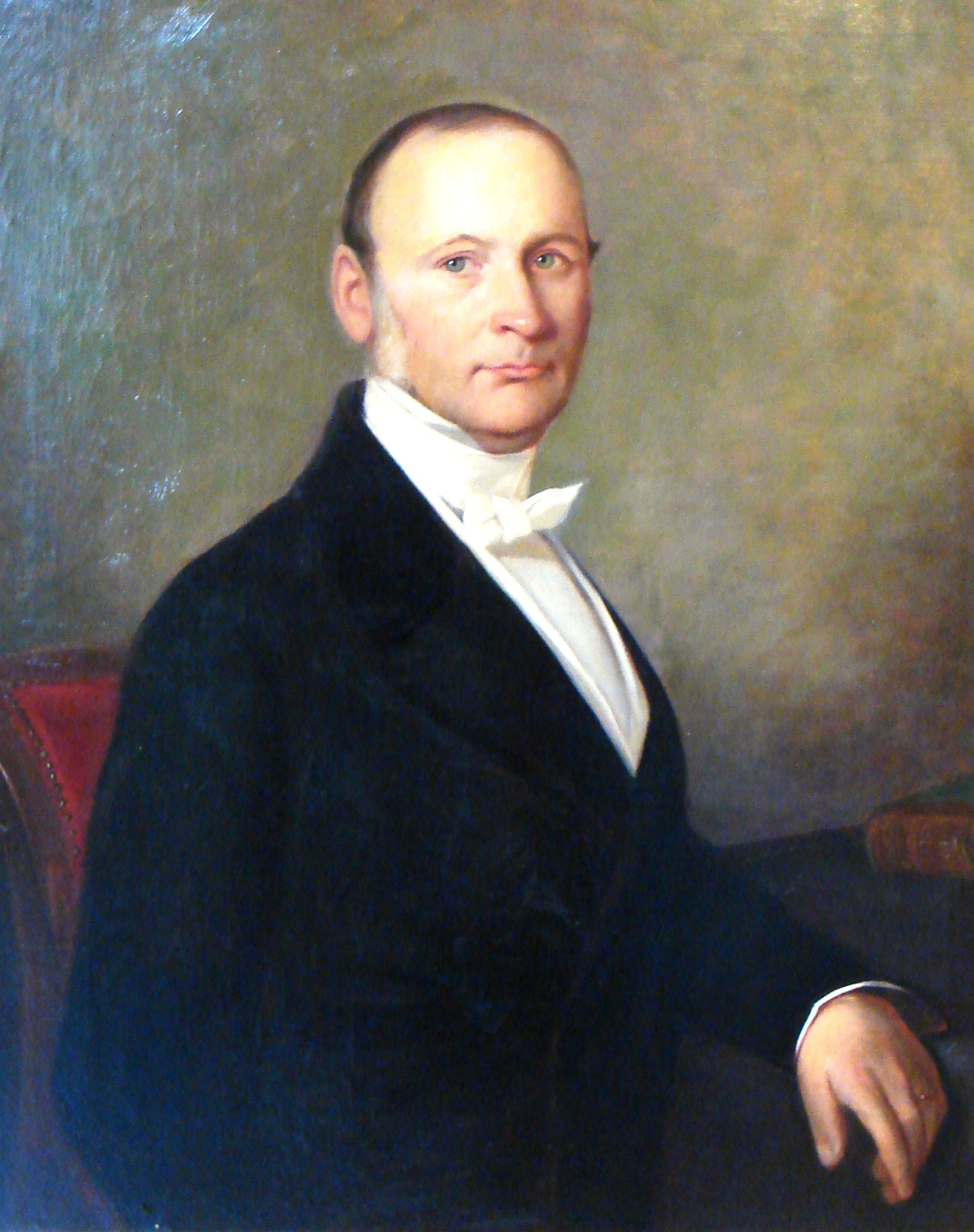
Magnus Huss

Magnus Huss (* 22. Oktober 1807 auf Torps prästgård, Gemeinde Ånge, Medelpad; † 22. April 1890 in Stockholm) war ein schwedischer Arzt. Er war der erste, der den Alkoholismus als Krankheit benannte.

## Leben und Wirken
Huss, ein Sohn des Pfarrers Johan Huss, studierte ab 1824 an der Universität Uppsala Medizin und schloss sein Studium 1835 als Doktor der Medizin ab. Zunächst arbeitete er als Chirurg und Oberarzt im Seraphim-Lazarett. Ab 1840 war er außerordentlicher und ab 1846 ordentlicher Professor am Karolinska-Institut in Stockholm. 1857 wurde er in den Adelsstand erhoben und war bis 1866 Mitglied des Schwedischen Ständereichstags, nach dessen Ersetzung durch ein Zweikammerparlament 1873–1874 Abgeordneter der zweiten Kammer. Ab 1860 war er als Vorsitzender des Sundhetskollegiums verantwortlich für die Oberaufsicht über alle medizinischen Einrichtungen im Königreich Schweden. 1864 trat er aus Protest zurück, behielt aber die Oberaufsicht über die schwedischen Krankenhäuser.
Huss hatte auch als wissenschaftlicher Autor Bedeutung. Sein zweibändiges Werk Alcoholismus chronicus (1849–1851) wurde auch ins Deutsche übersetzt und 1854 mit dem renommierten Prix Montyon der Académie française ausgezeichnet. Huss legte hier erstmals eine umfassende Analyse der gesundheitlichen, psychischen und sozialen Folgen des Alkoholkonsums vor und zog auch selbst die Konsequenzen, indem er sich fortan in der Abstinenzbewegung engagierte. In Untersuchungen über Typhus (1855, übersetzt ins Deutsche, Englische und Französische) und Lungenentzündung (1860, übersetzt ins Deutsche) setzte er erstmals in der Medizin in größerem Ausmaß statistische Methoden ein.
Er wurde Mitglied der dänischen Akademie der Wissenschaften, der Königlich Schwedischen Akademie der Wissenschaften, der Königlichen Physiographischen Gesellschaft in Lund, der Königlichen Gesellschaft der Wissenschaften in Uppsala und der Kungliga Vetenskaps- och Vitterhetssamhället i Göteborg.
Huss war Freimaurer und wurde 1854 zum Ritter des Königlichen Ordens Karls XIII. geschlagen.

## Schriften (Auswahl)
- Alcoholismus Chronicus – Ein Beitrag zur Kenntniss der Vergiftungs-Krankheiten, nach eigener und anderer Erfahrung. C.E.Fritze, Stockholm / Leipzig 1852
- Die Behandlung der Lungenentzündung und ihre statistischen Verhältnisse nach sechszehnjähriger Erfahrung aus dem Seraphim-Lazarethe in Stockholm (1840–1855). Wilhelm Engelmann, Leipzig 1861
- Ueber die endemischen Krankheiten Schwedens – Ein Vortrag gehalten in der allgemeinen Versammlung skandinavischer Naturforscher am 21. Juli 1851. C. Schünemann, Bremen 1854